# Aeroporto do Central de Wisconsin
O Aeroporto do Central de Wisconsin (em inglês:  Central Wisconsin Airport) (IATA: CWA, ICAO: KCWA) é um aeroporto público localizado a 8 km ao sudeste da cidade de Mosinee no condado de Marathon, Wisconsin, nos Estados Unidos. O aeroporto serve as cidades de Stevens Point, Wausau, Marshfield, Wisconsin Rapids, e outras comunidades no central e ao norte de Wisconsin. Duas linhas aéreas servem passageiros ao aeroporto.
Ele está incluído na Federal Aviation Administration (FAA), no plano nacional de sistemas aeroportuárias integrados para 2019 – 2023, em que é categorizado como uma instalação de serviços comerciais primários não-Hub.

## Linhas aéreas e destinos
| Companhias        | Destinos                      |
| ----------------- | ----------------------------- |
| Delta Air Lines   | Minneapolis/St. Paul, Detroit |
| United Airlines   | Eau Claire, Chicago           |
| American Airlines | Chicago                       |